# Monumento Hipsográfico
El Monumento Hipsográfico es una edificación ubicada a un costado de la Catedral Metropolitana de la Ciudad de México. Rinde homenaje a Enrico Martínez. Su construcción inició, por iniciativa de Vicente Riva Palacio, en 1877 y finalizó en 1881. Es denominado hipsográfico ya que originalmente el pedestal de la escultura contaba con indicadores que medían el nivel de las aguas del Lago de Texcoco. Actualmente dichos indicadores no funcionan. 
Es obra del arquitecto Francisco Jiménez, y la escultura de Miguel Noreña.
Fue emplazado originalmente en la intersección de las calles Seminario y Arzobispado, y en 1925 fue colocado en donde se encuentra actualmente, a un costado de la catedral.

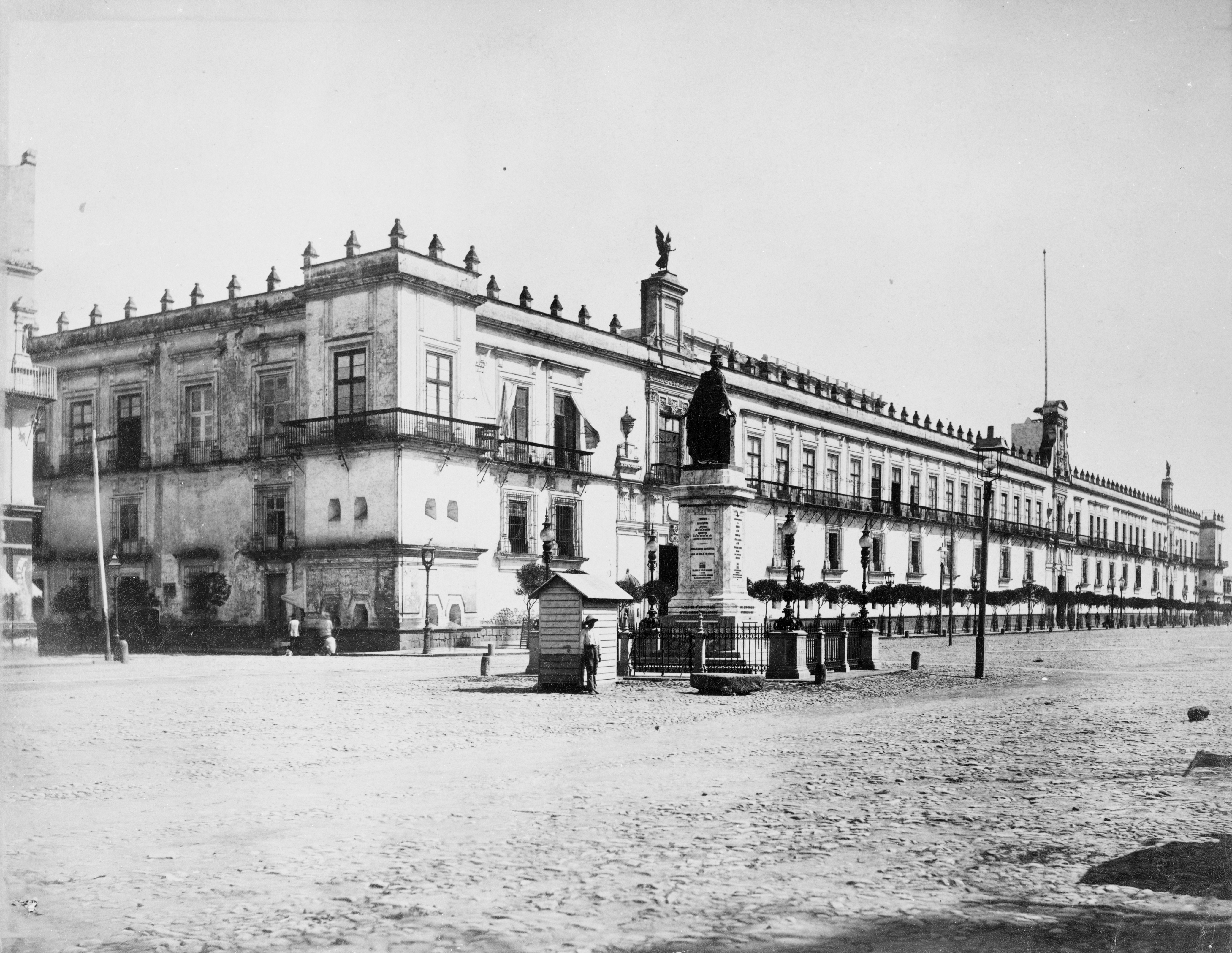
El monumento en su ubicación original ca. 1900

El monumento en 1905.